# ボードゥアン・ド・ベルジック
ボードゥアン・ド・ベルジック（Baudouin de Belgique, 1869年6月3日 - 1891年1月23日）は、ベルギーの王族。ベルギー王レオポルド2世の弟フランドル伯フィリップと、その妻であるホーエンツォレルン＝ジグマリンゲン侯女マリアの間に生まれた長男。全名はボードゥアン・レオポルド・フィリップ・マリー・シャルル・アントワーヌ・ジョゼフ・ルイ（Baudouin Léopold Philippe Marie Charles Antoine Joseph Louis）。

## 生涯
1869年の年明け、国王レオポルド2世の一人息子ブラバント公レオポルドが10歳で亡くなったが、その半年後にフランドル伯の長男ボードゥアンが生まれ、ベルギー国民は王家の次世代の後継者の誕生に歓喜した。ボードゥアンはゆくゆくはベルギー王位を継ぐものと期待され、伯父レオポルド2世の末娘クレマンティーヌとの婚約も進められていた。
しかしボードゥアンは1891年に風邪をこじらせ、おそらくインフルエンザに罹患して急死した。ボードゥアンの死は1889年のオーストリア皇太子ルドルフの謎の死と同様、何らかの陰謀に巻き込まれたものだという噂が飛び交った。ボードゥアンの死後、彼が埋葬されるまで議会は休会となり、劇場や公共施設は閉鎖された。ボードゥアン王子の遺骸はラーケンのノートルダム・ド・ラーケン教会に安置された。
1909年、弟のアルベールがレオポルド2世の後を継いでベルギー王アルベール1世となった。